# Boerhavia stenocarpa
Boerhavia stenocarpa är en underblomsväxtart som beskrevs av Emilio Chiovenda. Boerhavia stenocarpa ingår i släktet Boerhavia och familjen underblomsväxter. Inga underarter finns listade i Catalogue of Life.